# Diana Evans
Pour les articles homonymes, voir Evans.
Diana Evans, ou  Diana Omo Evans, née en 1971 à Neasden, Londres, est une écrivaine et journaliste britannique.

## Œuvres
- 26a, 2005[1]

- Orange Award for New Writers
- traduit en français sous le titre 26a par Mona de Pracontal, Paris, Éditions Robert Laffont, 2006, 371 p.  (ISBN 978-2-221-10715-7), rééd. Pocket, 2008
- The Wonder, 2009[2]

- traduit en français sous le titre Shango par Christine Bouchareine et Caroline Garnier, Paris, Éditions Robert Laffont, coll. « Pavillons », 2013, 422 p.  (ISBN 978-2-221-11470-4)
- Ordinary People, 2018[3]

- traduit en français sous le titre Ordinary People par Karine Guerre, Paris, Éditions Globe, 2019, 384 p.  (ISBN 978-2-21123-968-4)